# Foto d'arribada
|  | Per a altres significats, vegeu «Photo finish (desambiguació)». |

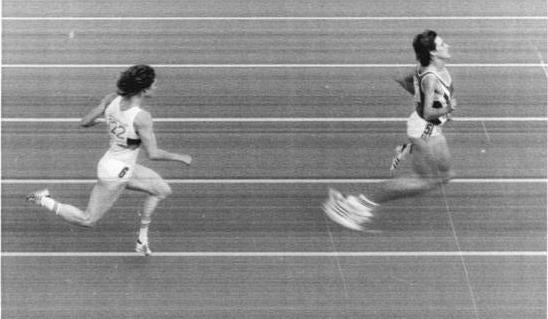
1987 400 metres tanques: Sabine Busch 53.24s, Cornelia Ullrich 53.55s

Una foto finish és una fotografia que es fa al final d'una cursa per tal de saber l'ordre d'arribada dels participants. És la reproducció de l'arribada dels competidors a la línia de meta, amb tal precisió que, en cas de ser necessari, pugui dilucidar el vencedor en un final tan disputat que l'ull humà no pogués diferenciar. Encara que el terme foto finish s'ha mantingut per raons històriques, en realitat no sempre és una fotografia el que s'empra, sinó que pot ser una, diverses o un vídeo pres en la línia d'arribada. En el segle xxi, solen emprar-se mitjans digitals i equipament especial, disparats per sensors fotovoltaics o làser.

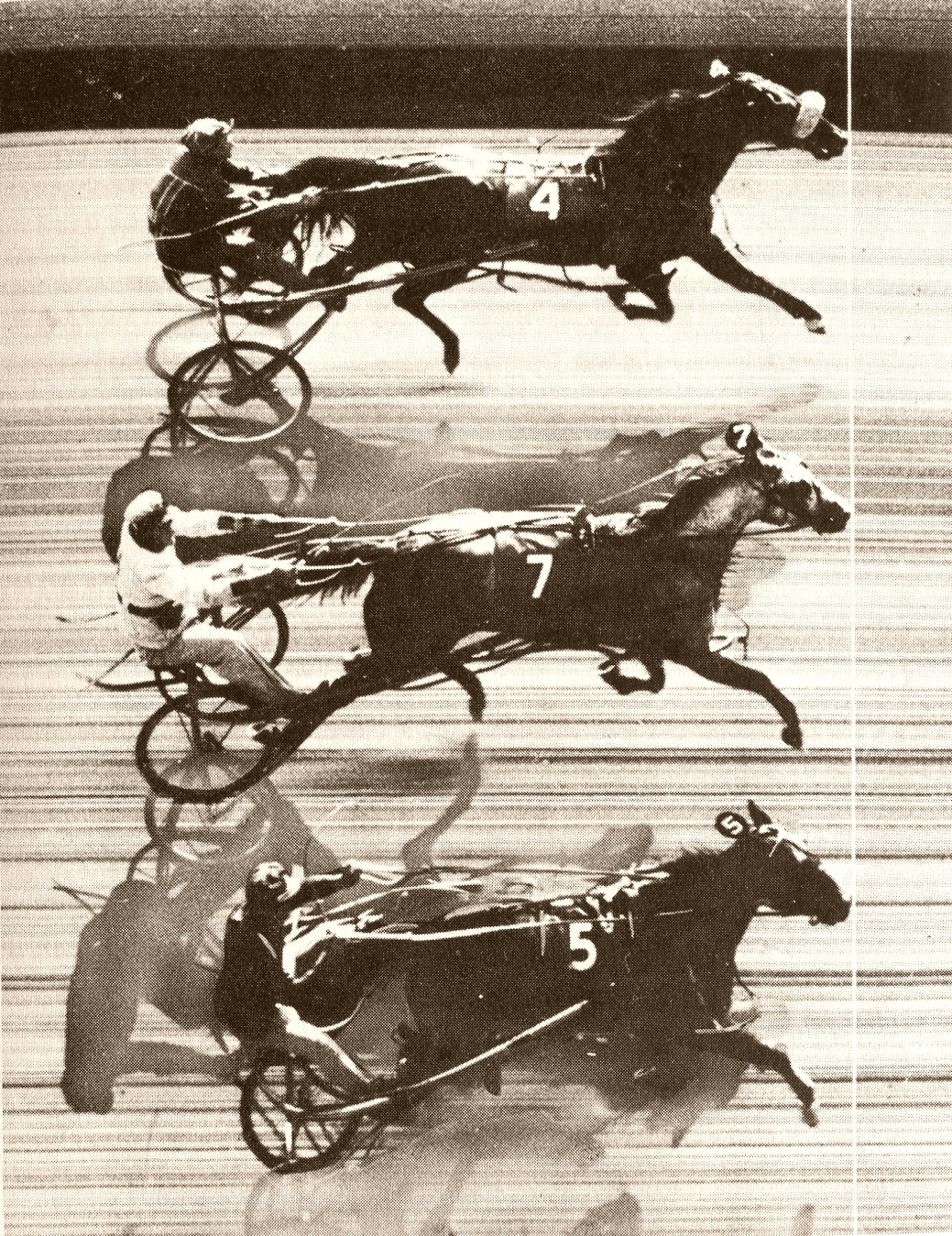
Foto finish del primer triple empat en cursa de trotadors: Patchover, Payne Hall i Penny Maid a Freehold Raceway (EUA).

Històricament, un fotògraf realitzava una sèrie de fotografies a mà en la meta. Encara que en alguns esports s'utilitza equipament electrònic per posicionar als participants durant la carrera, la foto es considera com l'evidència més important a l'hora de determinar el vencedor. No obstant això, només es recorre a la seva ocupació quan el final d'una carrera és disputat o quan s'ha batut un rècord. Una alternativa, usada en les competicions de natació, és situar pulsadors manuals, els quals registren el temps quan els propis atletes els toquen.
A vegades, el terme també s'utilitza de forma dramàtica en periodisme per explicar successos d'última hora, com per exemple al final del Campionat del Món de Fórmula 1 de 2008, quan Hamilton passà Glock en l'últim revolt del circuit.

## Tipus de fotografia
Hi ha dos mètodes per crear una foto finish. El més comú d'ells consisteix a usar una càmera especial amb una escletxa, que produeix una sèrie de imatges panoràmiques. Aquesta càmera posseeix una única esquerda vertical en lloc d'un obturador, i la pel·lícula avança de forma contínua a una velocitat similar a la de les imatges dels competidors. Això crea una 'vista virtual' de les posicions de cada participant segons creua la línia d'arribada, sense l'efecte motion blur. Els corredors poden aparèixer comprimits, segons la diferència de velocitat amb la qual la pel·lícula es mou respecte a la seva velocitat. Els objectes estàtics es mostren com a ratlles horitzontals (els objectes estàtics surten "moguts" i els esportistes surten "congelats"). Actualment, amb la tecnologia digital, una foto finish és una composició de multitud de fotografies (unes 10.000 per segon) cadascuna de les quals té un sol píxel d'amplitud.
El segon mètode requereix de la participació de diverses fotografies. Una càmera d'alta velocitat o càmera de vídeo s'empra per a una sèrie de fotos a gran velocitat.
En qualsevol dels mètodes, les marques de temps en la part inferior de la foto poden emprar-se per determinar l'instant exacte que l'esportista va creuar la meta, o bé simplement comparar les posicions d'arribada.

## Atletisme
En atletisme, les carreres han de ser controlades amb una precisió de centenes (o fins i tot mil·lèsimes) de segon. Una bateria de dispositius electrònics es disposen en esdeveniments d'alt nivell (com els Jocs Olímpics) per assegurar que els temps es determinen amb exactitud.
En la línia de meta, cèl·lules fotovoltaiques i càmeres digitals s'empren per establir l'ordre d'arribada. A vegades, en proves tan ràpides com els 100 metres llisos, tots els competidors poden estar separats per menys de mig segon, i no és estrany que dos atletes acabin amb el mateix temps registrat sense que es consideri un empat.
En els Jocs Olímpics de 2008 es va produir la introducció d'un nou equipament de mesura, amb càmeres que prenien fins a 3000 fotogrames per segon (comparativament, en 1996 el màxim estava establert en 1000 fotos per segon).

## Triatló
Els Jocs Olímpics d'Estiu de 2012 van tenir un foto finish durant una prova de triatló en què Nicola Spirig de Suïssa i Lisa Nordén de Suècia van acabar la carrera gairebé al mateix temps, però Spirig va ocupar el primer lloc. El Comitè Olímpic de Suècia va apel·lar el rànquing. Van afirmar que els atletes haurien de ser classificats com a guanyadors conjunts, ja que no estava clar que Spirig avancés Nordén. La càmera a l'extrem més allunyat de la pista podria haver donat proves addicionals, però funcionava malament. El recurs va ser rebutjat i Spirig va ser declarat guanyador. Aquesta és la primera vegada que un resultat de triatló olímpic es va decidir en un foto finish.